# Кенні Робертс
Кеннет Лерой Робертс (нар. 31 грудня 1951, Модесто, Каліфорнія) — американський колишній професійний мотогонщик і власник гоночної команди. У 1978 році він став першим американцем, який виграв Гран-прі на мотоциклах. Він також був дворазовим переможцем Великого національного чемпіонату АМА. Робертс — один із чотирьох гонщиків в Американській асоціації мотоциклістів (AMA), що перемагали на Великому шоломі AMA.
Робертс залишив свій слід на Гран-прі на мотоциклах як гонщик, який перемагав у чемпіонаті світу, захисник підвищених стандартів безпеки в гонках, а також як власник гоночної команди та конструктор мотоциклетного двигуна та шасі . Його стиль їзди на грунтовій доріжці змінив спосіб їзди на Гран-прі на мотоциклах. Пропозиція Робертса створити чемпіонат з мотоциклів у 1979 р. порушила гегемонію Fédération Internationale de Motocyclisme (FIM) та посилила політичний вплив гонщиків Гран-прі, що згодом призвело до поліпшення стандартів безпеки та нової ери професіоналізму у спорті. У 2000 році Робертс був визнаний FIM легендою Гран-прі.

## Раннє життя
Батьками Кенні Робертса були Еліс і Мелтон «Бастер» Робертс. Як дитина, яка росла в сільському районі, недалеко від виноградників виноробного заводу E & J Gallo Winery, Робертс спочатку цікавився верховою їздою. У віці 12 років Робертс почав їздити на мотоциклі свого друга. Згодом він сконструював власний мотоцикл, прикріпивши двигун газонокосарки до велосипедної рами. Робертс розпочав свою кар'єру в гонках на грунтовій трасі після того, як відвідав місцеву гонку в Модесто і вирішив, що хоче змагатися сам. Його батько придбав для нього мотоцикл Tohatsu, проте згодом Робертс пересів на більш потужний Hodaka.
Робертс виявив природний талант до перегонів на грунтовій трасі та став переможцем у місцевих перегонах. У 1968 році результати його гонок привернули увагу місцевого дилера Suzuki Бада Аксланда, який запропонував спонсорувати Робертса на борту мотоцикла Suzuki. Юнак вирішив кинути школу, щоб продовжити кар'єру в гонках на мотоциклах. Робертсу було дозволено професійно змагатися, коли йому виповнилося 18 років. На наступний день після свого вісімнадцятого дня народження він взяв участь у своїй першій професійній гонці в Королівському палаці в Сан-Франциско, фінішувавши на четвертому місці.

## Історія гонок

### Великий національний чемпіонат АМА
Розуміючи, що Робертс потребуватиме додаткової допомоги, якщо його гоночна кар'єра буде прогресувати, Аксленд представив Робертса пілоту авіакомпанії та мотоциклісту-аматору Джиму Дойлу, який став особистим менеджером Робертса. У 1971 році Дойл і Робертс звернулися до американського дистриб'ютора Triumph, щоб запитати про можливість спонсорства, але їм сказали, що Робертс замалий для їхніх мотоциклів. Потім вони звернулися до команди американського імпортера Yamaha, яка погодилася стати спонсором Робертса. Yamaha попросила керівника їхньої американської гоночної програми, колишнього чемпіона світу Кела Каррутерса допомогти скерувати гоночну кар'єру Робертса. Каррутерс закінчив свою кар'єру після сезону 1973 року, щоб повністю зосередитись на підготовці Робертса до Великого національного чемпіонату АМА, серії, якого охоплювали події у чотирьох характерних дисциплінах грунтових треків та дорожніх перегонів.

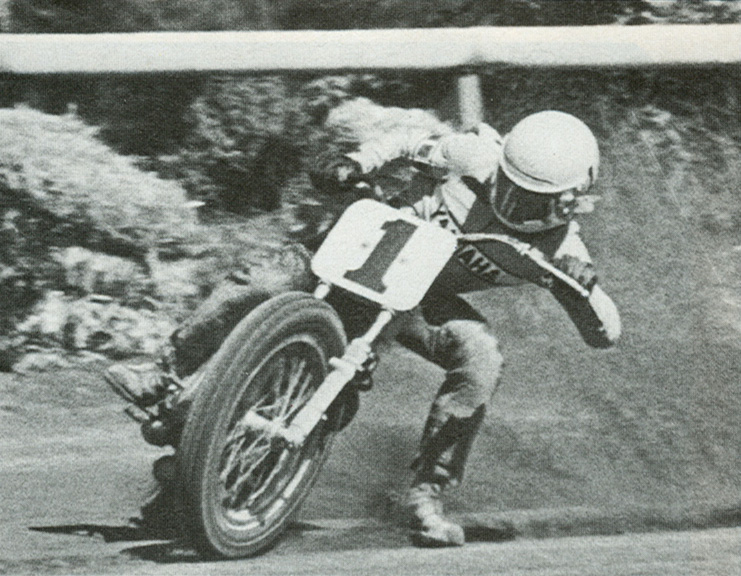
Робертс змагається на Великому національному чемпіонаті АМА

У 1971 році Робертс виграв премію AMA Rookie of the Year. У своїй першій професійній гонці в 1972 році Робертс здобув перемогу на шорт-треку в Х'юстонському астродромі. Робертс прославився в тому році, змагаючись з домінуючою командою із заводу Harley-Davidson на борту малопотужного мотоцикла Yamaha XS 650. Він закінчив сезон на четвертому місці в країні. У 1973 році Робертс виграв національний чемпіонат, зібравши рекордні 2014 очок у серії з 25 гонок.
Хоча Робертс мав природний талант їздити на мотоциклах по грунтованих поверхнях, на заасфальтованих трасах, він почувався невпевнено. Під час гонки на автодромі Онтаріо, він спостерігав за фінським гонщиком Ярно Сааріненом, що використовував стиль їзди, де зміщував вагу свого тіла до внутрішньої частини повороту. Робертс запозичив цю техніку, дещо скорегувавши її під себе, завдяки чому почав досягати успіхів у гонках на заасфальтованих трасах. Мотоцикли Yamaha дуже добре показали себе в дорожніх перегонах, де Yamaha TZ750 був домінуючим мотоциклом епохи.
У квітні 1974 року Робертс вперше вирушив до Європи, щоб взяти участь у престижній гонці Imola 200, де фінішував другим після Джакомо Агостіні. Потім він поїхав до Англії з командою американських гонщиків, щоб змагатися проти британської збірної в гонках Трансатлантичного матчу 1974 року. Загальноприйнята на той час думка полягала в тому, що американські гонщики, які в основному змагались у перегонах на грунтовій трасі, не могли їхати по асфальту на такому ж рівні, як британські гонщики. Робертс розвіяв будь-які подібні ідеї, вигравши три з шести перегонів та фінішувавши другим у трьох перегонах. Робертс став найкращим гонщиком в змаганнях із 93 очками, що на п'ять більше, ніж у Баррі Шині — найкращого британського гонщика.
2 червня 1974 р. Робертс виграв свою першу національну шосейну гонку на трасі Road Atlanta. 18 серпня Робертс виграв гонку Peoria TT. Він претендував на свій другий поспіль Великий національний чемпіонат, вигравши шість гонок і перевершивши свій рекорд у 1973 очок, набравши 2286 очок у 23 гоночних серіях.
У 1975 році Робертс виграв три з чотирьох гонок Трансатлантичного матчу. Після перемоги на національному чемпіонаті в 1974 році Робертсу стало важче змагатися у гонках на грунтовій трасі, оскільки Harley-Davidson продовжувала вдосконалювати трекер XR-750, тоді як Yamaha намагалася підтримувати темп. Робертс компенсував нестачу потужності у свого мотоцикла своїм стилем їзди. Він боровся з гонщиком фабрики Harley-Davidson Гері Скоттом протягом сезону 1975, проте механічні поломки перешкоджали його захисту титулу. Намагаючись утримати Скотта в межах досяжності в погоні за очками, Yamaha вклинила двотактний дорожній гоночний двигун Yamaha TZ750 всередині брудової рами. На мотоциклі, який через надмірну потужність вважався непридатним для їзди, Робертс обігнав фабричний дует Harley-Davidson з Коркі Кінера та Джея Спрінгстінана. Пізніше Робертс прославився, сказавши: «Вони платять мені недостатньо, щоб кататися на цій штуці».
Хоча Робертс виграв чотири національні чемпіонати у 1976 році, він продовжував зазнавати механічних нещасть, а також постійно відчував нестачу потужності свого мотоцикла, щоб змагатися на рівні з Harley-Davidson на грунтовій милі та півмилі. Він майже виграв Daytona 200, коли через проблеми з шинами його перегнав Джонні Чекотто, який і виграв гонку. Він повернувся до Англії в квітні 1977 року, вигравши чотири з шести гонок Трансатлантичного матчу 1977 року. Потім Робертс відправився в Італію, де пройшов гонку Imola 200, встановивши новий рекорд. Він повернувся до Сполучених Штатів для участі у Великому національному чемпіонаті, де виграв п'ять з шести дорожніх гонок.

### Перший американський чемпіон світу
Коли стало очевидним, що Yamaha не може розробити мотоцикл для ґрунтових трас, здатним конкурувати з домінуючою командою Harley-Davidson, американський імпортер Yamaha, Yamaha USA, запропонував відправити Робертса до Європи в 1978 році для участі у Гран-прі чемпіонату світу разом із Келем Каррутерсом, який виступить його наставником та начальником екіпажу. Його головним суперником у чемпіонаті світу стане гонщик Suzuki Баррі Шині, володар двох попередніх титулів. Робертс сказав, що спочатку йому було байдуже щодо змагань у Європі, але, прочитавши, що Шині позначив його як «не загрожує», вирішив змагатися. Небагато спостерігачів давали Робертсу будь-які шанси виграти чемпіонат, вважаючи, що для вивчення європейських трас йому знадобиться принаймні один сезон.

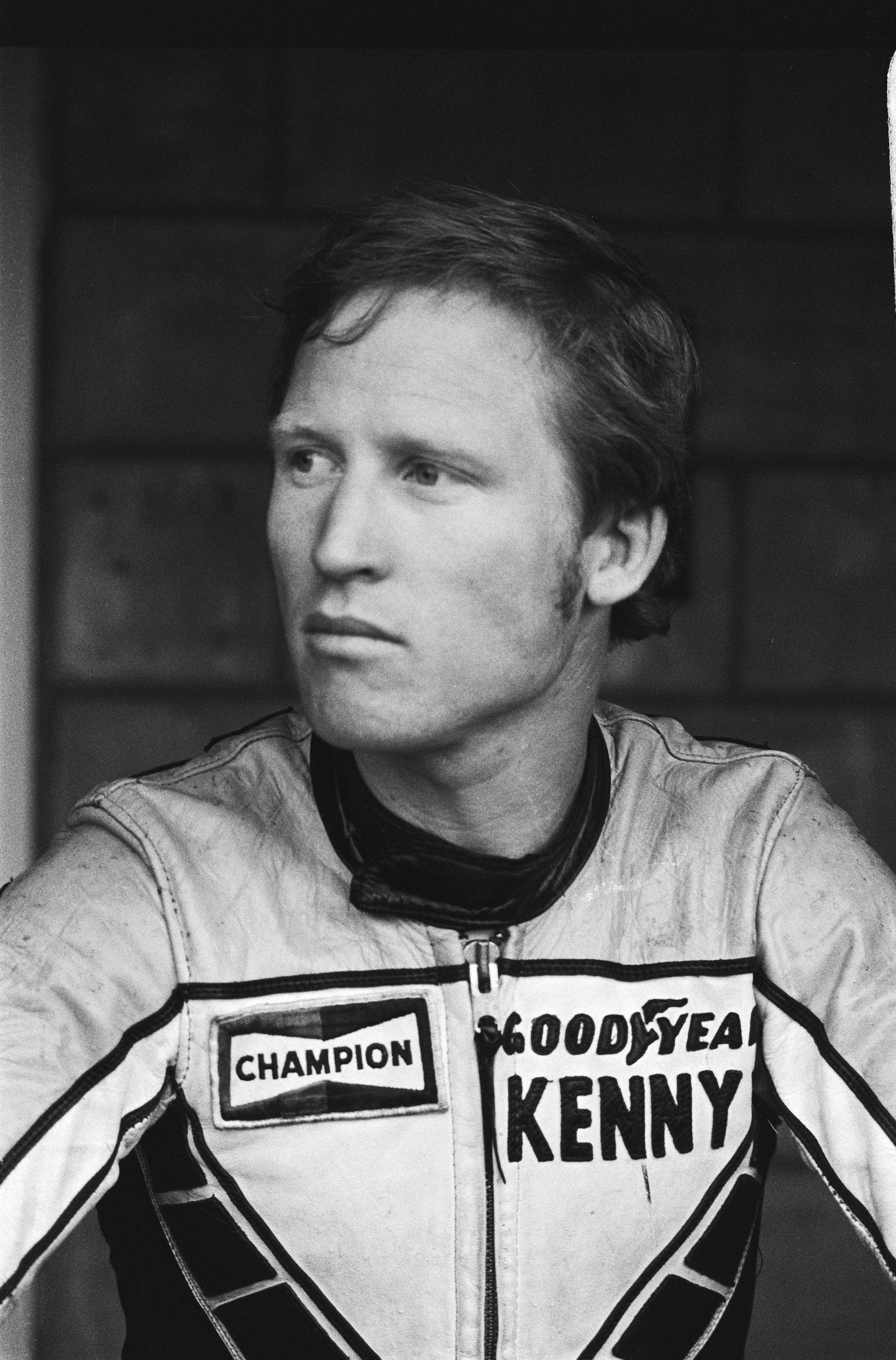
Робертс у 1978

Сезон 1978 року розпочався з того, що Робертс домінуюче виграв Daytona 200. Це була його перша перемога на Daytona. Потім він виграв Imola 200 і був другим після Пата Хеннена на гонках Трансатлантичного матчу 1978 року.

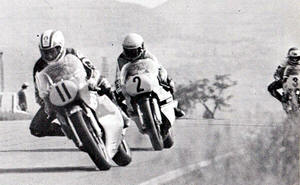
Робертс слідує за Марко Луккінеллі під час Гран-прі націй 1978 року в Муджелло. Врешті-решт Робертс виграв гонку.

Хоча Робертс виграв 250 см³ Гран-прі, Шіне переміг у 500 см³ Гран-прі Венесуели, тоді як Yamaha Робертса зазнала механічного збою на стартовій лінії. У другому турі на Гран-прі Іспанії Робертс очолював гонку на вісім секунд, коли у нього застряг газ, що змусило його зайняти друге місце за американцем Патом Хенненом. Потім Робертс виграв свій перший в Гран-прі на 500 см³ в Австрії, дві гонки у Франції та Італі, а також посів друге місце в Нідерландах та Бельгії. На Гран-прі Швеції 1978 Робертс зазнав аварії під час тренувань, отримавши струс мозку та травму великого пальця. Вражений аварією, він зайняв сьоме місце в гонці на 500 куб. см.
Двоє претендентів на чемпіонство прибули до Англії на Гран-прі Великої Британії, і їх розділяло лише три очки. Гонка закінчилася суперечкою, коли дощі під час перегонів, разом із зупинками для заміни шин як Робертсом, так і Шином, створили плутанину серед офіційних бомбардирів. Врешті-решт, Робертс був оголошений переможцем, Шине було присуджено третє місце за Стівом Меншипом, який не зупинився на зміні шин. В останній гонці сезону на іподромі Нюрбургрінг у Німеччині довжиною 22,9 милі, Робертс фінішував на третьому місці, випередивши Шина на четвертому місці, претендуючи на першу перемогу на чемпіонаті світу для американського гонщика в історії Гран-прі.

### Лідер повстанців
Сезон 1979 року почався згубно для Робертса, коли він зазнав небезпечних для кар'єри травм спини та розриву селезінки в передсезонній аварії під час тестування мотоцикла в Японії. Його травми призвели до того, що він пропустив відкриття сезону у Венесуелі, але реабілітувавшись, вигравши другий тур в Австрії, за ним друге місце в Німеччині та чергова перемога в Італії. Суперечка знову оточила Робертса на Гран-прі Іспанії, коли іспанські організатори гонок, знаючи, що Робертс повинен їхати, щоб зберегти свої очки, відмовилися платити йому стартові гроші, як це гарантується правилами FIM. Розлючений Робертс виграв гонку, а потім відмовився прийняти трофей переможця. Спочатку FIM відсторонила Робертса за його дії, але згодом відсторонення замінили на випробувальний термін.
Подальші суперечки розгорнулися на Гран-прі Бельгії. Траса була заасфальтована буквально за кілька днів до перегонів і була небезпечною через течію дизельного палива по поверхні. Робертс і новий лідер Вірджиніо Феррарі викликали страйки гонщиків і відмовились брати участь у перегонах. У черговий раз FIM у відповідь відсторонила Робертса та Феррарі. FIM згодом скоротила це до іншого випробувального терміну. Подія підкреслила ворожнечу між Робертсом та FIM щодо безпеки траси. Робертс ще більше роздратував FIM, коли він заговорив із пресою про формування гоночної серії, щоб конкурувати з монополією FIM.
Потім серія переїхала до Великої Британії, де Робертс брав участь у одній з найближчих гонок в історії Гран-прі. Битва Робертса з Шином на Гран-прі Великої Британії 1979 в Сілверстоуні була названа однією з найкращих гонок 1970-х. За кілька хвилин до старту гонки у Yamaha Робертса зірвало пломбу, через що, мотоцикл був обприсканий маслом. Його екіпажу вдалося вчасно замінити пломбу, але Робертс вийшов на стартову лінію із рукавичками, покритими маслом, внаслідок чого, його рука ковзала на дроселі під час гонки. Робертс виграв Шина з невеликим відривом — лише три десятих секунди. Третє місце в Гран-прі Франції, яким закінчився сезон, забезпечило йому другу поспіль перемогу на чемпіонаті світу.
У грудні 1979 року Робертс разом з іншими гонщиками світового чемпіонату опублікував лист для преси, в якому оголосив про намір відірватися від FIM і створити гоночну серію під назвою World Series. Коли Робертс вперше прибув на сцену Гран-прі, мотоциклісти змагалися за призові не більше 200 доларів на таких майданчиках, як траса Іматра у Фінляндії, де були залізничні переїзди та тюки сіна, обмотані навколо телефонних стовпів. У 1956 р. діючому чемпіону світу Джеффу Дюку та ще тринадцятьом гонщикам дали шість місяців відсторонення від змагань лише за погрозу страйку. Робертс зайняв конфронтаційну, іноді войовничу позицію з промоутерами змагань, кидаючи виклик раніше прийнятому поганому поводженню, яке звикли отримувати гонщики того часу. Хоча гоночна серія не була успішною через труднощі в забезпеченні достатньої кількості місць, це змусило FIM серйозно поставитись до вимог гонщиків та внести зміни щодо їх безпеки. Під час з'їзду FIM 1979 року були прийняті нові правила, що суттєво збільшили призові гроші, а в наступні роки були введені більш суворі правила безпеки.

### Третій чемпіонат світу
У лютому 1980 року Робертс здійснив повернення до Великого національного чемпіонату Америки на дві гонки: на відкритті сезону в Х'юстоні TT та шорт-треку, що проводились у Х'юстонському астродромі протягом двох вечорів. Провівши більше року поза змаганнями на грунтовій трасі, Робертс виграв гонку в Х'юстоні. Повернувшись в Англію на гонки Трансатлантичного матчу 1980 року, Робертс знову став найкращим гонщиком, забезпечивши американській команді перемогу над британцями.
У сезоні Гран-прі 1980 фабрика Yamaha зробила команду Yamaha USA з Робертса та Каррутерса фактичною фабричною гоночною командою. Сезон розпочався із запізненням на два місяці через скасування австрійського та венесуельського раундів. Баррі Шине був замінений Ренді Мамолою на посаді головного гонщика Suzuki, оскільки Шині був незадоволений Suzuki і звернувся до приватної команди Yamaha. Робертс виграв перші три гонки, оскільки команда Suzuki виявилася в безладі. Yamaha Робертса зазнав спуску передньої шини та поломки заднього амортизатора в Голландському TT, що змусило його вийти з перегонів. Гонщики Suzuki перемогли в останніх чотирьох гонках, але Робертс набрав достатню кількість очків, щоб утриматися і виграти свій третій поспіль чемпіонат світу на 500 куб. см.

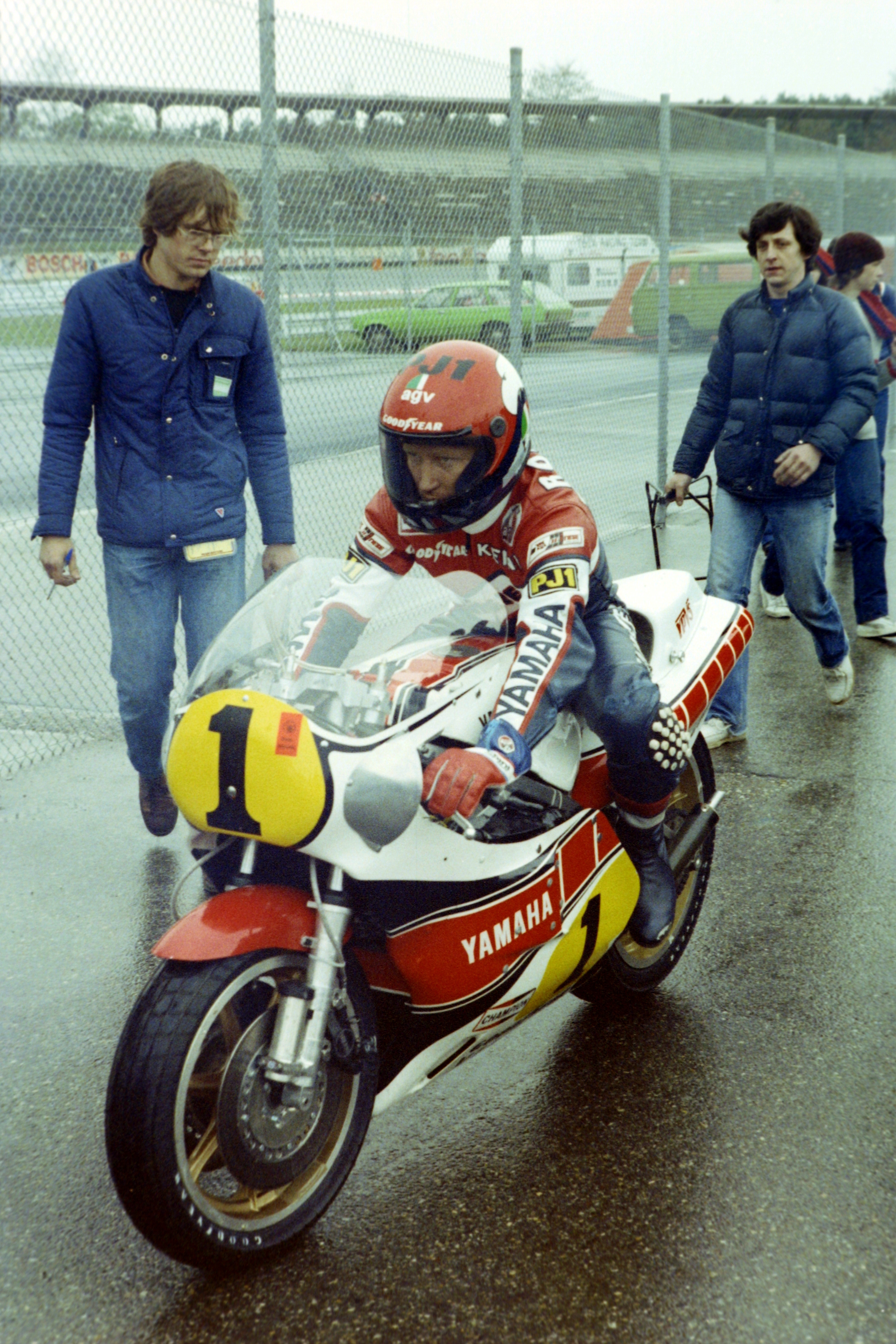
Робертс у 1981

### Розворот фортуни
У 1981 році Yamaha представила новий квадратний чотирициліндровий мотоцикл, подібний до Suzuki RG500. Робертс зайняв друге місце після Марко Лучінеллі на не чемпіонській гонці Imola 200. У мотоцикла Робертса зламалась підвіска в сезоні Гран-прі, що відкривав Гран-прі Австрії, проте він виграв наступні дві гонки в Німеччині та Італії. Надії Робертса на титул зазнали невдачі на Голландському TT в Ассені, коли передні гальмівні колодки його Yamaha були встановлені неправильно, внаслідок чого його переднє колесо зафіксувалося на стартовій лінії, закінчуючи для нього гонку до її початку. Згодом Робертс зайняв друге місце за Лукчінеллі у Гран-прі Бельгії. Потім він програв Гран-прі Великої Британії у Джека Міделбурга на три десятих секунди.
Робертс виграв раунд сезону відкриття в Аргентині на старому Yamaha, але потім перейшов на новий OW61 YZR500 V4 мотоцикл. Він прийшов третій в Гран-прі в Австрії, пропустив Французький Гран-прі в Ногаро, коли він та інші гонщики бойкотували гонку через небезпечні умови на трасі. Потім Робертс виграв Гран-прі Іспанії в Джарамі. На Гран-прі Бельгії, коли його шини Dunlop втратили зчеплення, він посів четверте місце, коли Спенсер виграв свій перший Гран-прі для Honda. Робертс поранив коліно і палець на Гран-прі Великої Британії, через що, йому довелося пропустити Шведський раунд. До кінця сезону 1982 року Робертс виграв шістнадцять гонок Гран-прі на 500 куб. cм, більш ніж удвічі більше, ніж у будь-якого його сучасника.

### Робертс проти Спенсера
Робертс оголосив, що сезон 1983 року стане його останнім у змаганнях на Гран-прі. Битва 1983 року за чемпіонат між Робертсом і Спенсером буде вважатися одним з найкращих сезонів в історії Гран-прі на мотоциклах, поряд з поєдинком між Майком Хейлвудом та Джакомо Агостіні у 1967 році. Робертс розпочав сезон на своєму YZR500, що мав проблеми із перегрівом та задньою підвіскою, тоді як Спенсер стартував рішуче, вигравши перші три гонки та п'ять із перших семи. Робертс очолював другу гонку у Франції, коли його Yamaha розділила камеру розширення, в результаті чого вона втратила потужність, чкрез що, Спенсер переміг, а Робертс опустився на четверте місце. У третьому турі в Монці Робертс зазнав аварії, переганяючи Спенсера за три кола до фінішу. Робертс виграв Гран-прі Німеччини, але потім став другим після Спенсера у Гран-прі Іспанії. На Гран-прі Австрії Робертс переміг, тоді як Honda Спенсера зазнала несправності колінчастого вала. Потім Робертс продовжив серію перемог у трьох гонках, перемігши в Нідерландах, Бельгії та Англії.
Робертс продовжував їздити на вибраних змаганнях у 1984 році. У березні він змагався зі Спенсером, щоб виграти свою другу поспіль Daytona 200 та третю загальну перемогу. У липні Робертс виграв перший матч Laguna Seca 200, після чого фінішував другим, після Ренді Мамоли у другому етапі, оскільки Мамола був оголошений переможцем за підсумками часу. У вересні 1985 року він виступив на національній гонці на грунтовій трасі Спрінгфілд-Майл-Гранд, їдучи на підготовленому Mert Lawwill Harley-Davidson XR750, але не зміг пройти у фінал.
У липні 1985 року Робертс виграв поул-позицію на престижній гонці на витривалість Suzuka 8 Hours, що проходила в Японії. Разом з Тадахіко Тайрою він провів гонку до останньої години, коли механічні проблеми змістили їх на сімнадцяте місце. Робертс повернувся на змагання Suzuka 8 Hours 1986 року, на цей раз об'єднавшись з американцем Майком Болдуїном. Він зайняв друге місце після Вейна Гарднера.

### Статистика кар'єри
За 13-річну професійну гоночну кар'єру Робертс виграв два Великі національні чемпіонати та три чемпіонати світу на 500 куб. см, також 32 Grand National та 24 дорожні гонки Гран-прі. Він був триразовим переможцем як Daytona 200, так і Imola 200, а також був шестиразовим переможцем Laguna Seca 200. Він був другий гонщик AMA після Діка Манна, який здобув Великий шолом, вигравши всі п'ять подій Великого національного чемпіонату.

## З відзнакою
- Введено в Зал слави автоспорту Америки в 1990 році[66]
- Введений до Міжнародного залу слави автоспорту в 1992 році[67]
- Включений у Зал слави мотоциклів AMA у 1998 році[2]
- FIM назвав йому Гран — прі «Легенда» 2000 року[5]

## Результати Гран-прі
| Місце | 1  | 2  | 3  | 4 | 5 | 6 | 7 | 8 | 9 | 10 |
| Очки  | 15 | 12 | 10 | 8 | 6 | 5 | 4 | 3 | 2 | 1  |

(Гонки напівжирним шрифтом позначають місце; перегони курсивом - найшвидший круг)
| Рік  | Клас        | Команда | 1       | 2     | 3       | 4       | 5     | 6       | 7     | 8       | 9       | 10      | 11      | 12      | 13    | Очки | Ранг | Перемоги |
| ---- | ----------- | ------- | ------- | ----- | ------- | ------- | ----- | ------- | ----- | ------- | ------- | ------- | ------- | ------- | ----- | ---- | ---- | -------- |
| 1974 | 250 куб. см | Yamaha  | GER -   | NAT - | IOM -   | NED 3   | BEL - | SWE -   | FIN - | CZE -   | YUG -   | ESP -   |         |         |       | 10   | 19   | 0        |
| 1978 | 250 куб. см | Yamaha  | VEN 1   | ESP 2 |         | FRA 2   | NAT - | NED 1   | BEL - | SWE -   | FIN -   | GBR -   | GER -   | CZE -   | YUG - | 54   | 4    | 2        |
| 1978 | 500 куб. см | Yamaha  | VEN -   | ESP 2 | AUT 1   | FRA 1   | NAT 1 | NED 2   | BEL 2 | SWE 7   | FIN DNF | GBR 1   | GER 3   |         |       | 110  | 1    | 4        |
| 1979 | 500 куб. см | Yamaha  | VEN -   | AUT 1 | GER 2   | NAT 1   | ESP 1 | YUG 1   | NED 8 | BEL DNS | SWE 4   | FIN 6   | GBR 1   | FRA 3   |       | 113  | 1    | 5        |
| 1980 | 500 куб. см | Yamaha  | NAT 1   | ESP 1 | FRA 1   | NED DNF | BEL 3 | FIN 2   | GBR 2 | GER 4   |         |         |         |         |       | 87   | 1    | 3        |
| 1981 | 500 куб. см | Yamaha  | AUT DNF | GER 1 | NAT 1   | FRA 5   | YUG 3 | NED DNS | BEL 2 | RSM DNS | GBR 2   | FIN 7   | SWE DNF |         |       | 74   | 3    | 2        |
| 1982 | 500 куб. см | Yamaha  | ARG 1   | AUT 3 | FRA DNS | ESP 1   | NAT 4 | NED 2   | BEL 4 | YUG DNS | GBR DNF | SWE DNS | RSM DNS | GER DNS |       | 68   | 4    | 2        |
| 1983 | 500 куб. см | Yamaha  | RSA 2   | FRA 4 | NAT DNF | GER 1   | ESP 2 | AUT 1   | YUG 4 | NED 1   | BEL 1   | GBR 1   | SWE 2   | RSM 1   |       | 142  | 2    | 6        |